# Stotzia ephedrae
Stotzia ephedrae är en insektsart som först beskrevs av Robert Newstead 1901.  Stotzia ephedrae ingår i släktet Stotzia och familjen skålsköldlöss. Inga underarter finns listade i Catalogue of Life.